# Bronzcápa
A bronzcápa (Carcharhinus brachyurus) a porcos halak (Chondrichthyes) osztályának kékcápaalakúak (Carcharhiniformes) rendjébe, ezen belül a kékcápafélék (Carcharhinidae) családjába tartozó nagy termetű, akár a három métert és 300 kg-ot is elérő cápafaj. A szirticápák (Carcharhinus) közül ez az egyetlen faj, amely inkább a mérsékelt övi tengerekben található meg. Elviseli a félsós vizet, így a nagyobb folyók torkolatába is bemerészkedik.
Vándorhal, mind az északi, mind a déli féltekén évszakonként változtatja tartózkodási helyét. Követi a hőmérséklet változásait, a zsákmányállatok mozgását, ill. azok ívását. Tápláléka elsősorban lábasfejűekből, csontos és porcos halakból áll. A halrajokat gyakran nagyobb csapatban követi. Vadászat közben együttműködik fajtársaival. A kisebb halrajokat körbekerítve összetömörülő gömbszerű tömegbe kényszerítik és így nagyobb zsákmányhoz jutnak.
Lassan növő cápa, csak 15–20 évesen éri el az ivarérettséget. Ál-elevenszülő; a megtermékenyített peték az anya testében fejlődnek ki. Átlagosan 15–16 utódot hoz a világra. Az emberre csak kivételes esetben támad, többnyire olyankor, ha tápláléka közelében találkozik vele.

## Taxonómiája és törzsfejlődése
Szigetszerűen elkülönülő populációi miatt a bronzcápát többször is leírták különböző helyekről. Ma az első valós leírásnak a német születésű, brit Albert Günther Carcharias brachyurus leírását tekintik, melyet 1870-ben a Catalogue of the fishes in the British Museum nyolcadik kötetében tettek közzé. Korábban Auguste Duméril 1865-ös Carcharias remotus-át fogadták el első leírásnak, míg ki nem derült, hogy a típuspéldány valójában egy feketeorrú cápa (C. acronotus); ezért a bronzcápára a régebbi irodalomban gyakran C. remotus-ként hivatkoztak. Lehetséges, hogy Richard Owen 1853-as Galeolamna greyi-je is bronzcápa volt, ez azonban csak egy állkapocs alapján lett besorolva, amely azóta megsemmisült, így lehetetlen megállapítani, hogy az volt-e, vagy sem. A Carcharias nem ezen fajait újabban a Carcharhinus nembe sorolják. A faj neve, a ’’brachyurus’’ görögül „rövidfarkút” jelent. Mivel Günther típus leírása csak négy példányon alapult, amik közül kettő megsemmisült, két magzati példányról pedig később kiderült, hogy bikacápák, ezért Jack Garrick 1982-ben egy új típuspéldányt jelölt ki, ami egy Új-Zéland partjainál kifogott 2,4 méteres nőstény cápa volt.
A bronzcápa törzsfejlődési rokonságát kezdetben alaktani jegyek alapján próbálták meghatározni, de ennek eredménye nem volt meggyőző. Jack Garrick 1982-ben a Carcharhinus nembe sorolta, de a nemen belül további csoportokat nem tudott feltárni, míg 1988-ban már filogenetikai alapokon Leonard Compagno egy nem hivatalos "átmeneti" csoportot javasolt, amelyben a faj a feketeorrú cápával, a feketeúszójú szirticápával, a selyemcápával, a Carcharhinus cautus-szal és a Carcharhinus signatus-szal egy kládot képez. Gavin Naylor 1992-es kutatása, melyben egyes enzimek génverzióit vizsgálta, megállapította, hogy a bronzcápa legközelebbi rokona a fonócápa (C. brevipinna), de a vizsgálat további csoportokat, illetve az azok közötti viszonyokat nem tudta egyértelműen megállapítani. A bronzcápa megkövesedett fogait az észak-karolinai Pungo-folyónál találták meg miocénkori (23–5,3 millió évvel ezelőtti) kőzetekben; Toszkánában a pliocén (5,3–2,6 millió évvel ezelőtti), Kaliforniában pedig a késő pleisztocén (126 ezer – 12 ezer évvel ezelőtti) korokból származó kőzetekben.

## Előfordulása
A bronzcápa a Carcharhinus nem egyetlen tagja, amely a trópusi tengerek helyett inkább a mérsékelt öv vizeit kedveli, ahol azok még 12 °C fölötti hőmérsékletűek. Széleskörűen elterjedt, de populációi izoláltak és közöttük nincs géncsere. Az atlanti térségben a Földközi-tengeren és Marokkó, valamint a Kanári-szigetek partjainál él, ezenfelül Argentína, Namíbia és a Dél-afrikai Köztársaság partjai mentén (lehetséges, hogy ez utóbbi két ország partjainál két különálló populáció él); időnként feltűnik a mauritániai vizeken, a Guineai-öbölben és talán a Mexikói-öbölben is. A Csendes-óceán nyugati felén megtalálható a Kelet-kínai tengertől a japán vizekig (Hokkaido kivételével); Ausztrália dél-délnyugati partjainál (főleg Sydney és Perth között, néha északabbra is); Új-Zéland körül (de a Kermadec-szigetek táján már nem). Seychelles-szigeteki és Thai-öbölbeli megfigyeléseit nem erősítették meg. A Csendes-óceán keleti felén az észak-chilei és perui partoknál, és a mexikói és kaliforniai vizeken (beleértve a Kaliforniai-öblöt) vannak populációi. A bronzcápa az argentin, dél-afrikai, ausztrál és új-zélandi vizeken gyakori, egyébként inkább ritka. Élőhelyeinek pontos meghatározását nehezíti, hogy a megfigyelések során sokszor összetévesztik családja más fajaival.
A bronzcápa a hullámverés zónájától a kontinentális self széléig terjedő tengerszakaszon él mintegy 100 méteres mélységig. Kedveli a nagyon sekély öblöket és a partközeli szigetek környékét; még a sziklás aljzatú vizekben is előfordul. Elviseli az alacsony vagy változékony sótartalmú vizet, és megtalálható a nagyobb folyók torkolatában vagy akár alsó folyásában is. Fiatal példányai egész évben a parthoz közel, 30 méternél sekélyebb vízben tartózkodnak, míg a felnőttek a parttól távol élnek és csak tavasszal vagy nyáron közelítik meg azt; ilyenkor a sekély vízben nagyobb csoportjaival is lehet találkozni.
A bronzcápa mind az északi, mind a déli féltekén évszakonként vándorol, követve a hőmérséklet változásait, az ívás idejét vagy zsákmánya előfordulását. Útvonala az életkortól és nemtől függően változik. A felnőtt nőstények és a fiatal cápák a szubtrópusi tengerekben töltik a telet és a tavasz közeledtével magasabb földrajzi szélességre húzódnak; a vemhes nőstények pedig a partközelben hozzák világra utódaikat. A felnőtt hímek az év nagy részében a szubtrópusokon maradnak, kivéve a tél végét és a tavaszt, amikor a nőstényeket követve hidegebb vizekre vándorolnak. Vándorlás közben akár 1300 km-t is megtesznek, majd minden évben ugyanarra a területre térnek vissza.

## Megjelenése

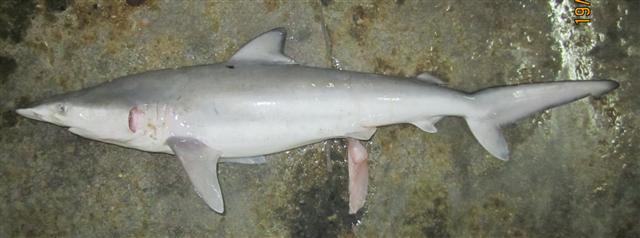
Bronzcápa

A bronzcápa hossza elérheti a 3,3 métert, súlya pedig a 305 kg-ot. Testalkata karcsú és áramvonalas, feje mögötti profilja kissé ívelt. Orra meglehetősen hosszú és kihegyesedő, orrlyukait bőrredők takarják. Közepesen nagy, kerek szemeit pislogóhártya (harmadik szemhéj) védelmezi. Felső állkapcsában 29–35, az alsóban pedig 29–33 sor fog található. Fogai fűrészes élűek, keskeny hegyűek; felső fogainak jellegzetes görbült formája van és a száj sarkai felé hajlanak, míg alsó fogai egyenesen állnak. A hímek felső fogai hosszabbak, keskenyebbek, íveltebbek és élük finomabban fűrészfogas, mint a nőstényeké vagy a fiatal példányoké. Feje mögött öt pár viszonylag hosszú kopoltyúrés sorakozik.
Mellúszói nagyok, hegyesek és sarló formájúak. Magas és kihegyesedő végű első hátúszója a mellúszók végének magasságában ered. Második hátúszója kicsiny és egy magasságban van a farok alatti úszóval. A két hátúszó között általában nincs kiemelkedő orom. Farokúszójának alsó lebenye jól fejlett; a felső lebeny csúcsa közelében mély bevágás látszik. Színe bronzszínű és olívazöld között változik, testének felső része fémesen fénylik. Testén esetenként rózsaszínes árnyalat figyelhető meg, amely a testvégek és uszonyok felé sötétedik. Pusztulása után színe szürkésbarnára fakul. Hasa fehér, amely a cápa oldalán jól látható fehér sávban folytatódhat. A bronzcápa könnyen összetéveszthető más nagytestű szirticápákkal, megkülönböztető jegyei felső fogainak formája, a hátúszók közötti kiemelkedés hiánya és hogy úszóin nincsenek világos vagy sötét foltok.

## Életmódja
A bronzcápákkal többnyire magányosan, párban vagy laza szerveződésű csoportokban lehet találkozni, utóbbiak elérhetik a több százas létszámot is. A nagyobb csoportok feltehetően párzás idején vagy nagyszámú zsákmányt követve alakulnak ki. Bronzcápákra a nála nagyobb cápafajok vadászhatnak. Ismert parazitái a Cathetocephalus australis, Dasyrhynchus pacificus és D. talismani, Floriceps minacanthus, Phoreiobothrium robertsoni, és Pseudogrillotia spratti, galandférgek, a Stibarobdella macrothela piócafaj és az Otodistomum veliporum laposféreg.
A többi nagy testű, sokat mozgó cápafajhoz hasonlóan a bronzcápa is nehezen tűri a fogságot; ezért akváriumban tartva rendszeresen tartálya oldalaihoz ütközik és elfertőződő zúzódásai gyakran pusztulását okozzák.

### Táplálkozása
A bronzcápa nem annyira a felszínen, mint inkább a fenék közelében vadászik. Étrendjét lábasfejűek (kalmárok, polipok), csontos halak (lepényhalak, harcsák, tüskésmakrélák, tengeri pérek, tengeri durbincsok, tonhalak, szardínia- és szardellafélék) és porcos halak (kisebb termetű cápák, tüskés, fűrészes és elektromos ráják) teszik ki. A nagyobb (2 méternél hosszabb) cápák inkább lábasfejűekre és porcos halakra vadásznak. Fiatal példányai elfogyasztják a medúzákat és a rákokat is. Tengeri emlősöket nem támad meg, bár megfigyelték, hogy halászhálóba gabalyodott delfinekből evett. A dél-afrikai bronzcápák étrendjét 70–95%-ban a chilei szardínia (Sardinops sagax) teszi ki, melynek hatalmas rajait telente kisebb-nagyobb csoportokban követi East London térségéből (Kelet-Fokföld tartomány partjatól)  Durban térségéig (KwaZulu-Natal tartomány partjaiig). A szardíniatömegeket ragadozók sokasága kíséri, köztük sok cápafaj is, melyek közül a bronzcápák képviseltetik magukat a legnagyobb számban.
Megfigyelték, hogy bronzcápák nagy számban együttműködnek vadászat közben. A kisebb halrajokat körbekerülve összetömörülő gömbszerű tömegbe kényszerítik őket, amelyen aztán a cápák tátott szájjal átúszkálnak. Tonhalak vagy egyéb nagytestű zsákmány esetén a cápafalka széthúzódik, hogy meggátolja az üldözöttek szétszóródását, majd minden bronzcápa kiválasztja a maga zsákmányát. Egyes dél-afrikai cápák rendszeresen követik a kerítőhálóval dolgozó halászhajókat.

## Szaporodása
A többi szirticápához hasonlóan a bronzcápák is ál-elevenszülők, mivel a hím által megtermékenyített peték a nőstény petefészek vezetékének üregében fejlődnek ki. Az embriót a hashoz zsinórral kötődő szikzacskó tápanyagai táplálják és így az anyaállat testében fejlődő ivadékok jönnek később a világra. A felnőtt nőstények egy petefészekkel és két méh-szerű szervvel rendelkeznek. A déli féltekén a párzási időszak októbertől decemberig (tavasz és kora nyár) tart, amikor a mindkét nembeli cápák a sekély partmenti vizekbe vándorolnak. A nőstények a következő június és január között hozzák világra utódaikat (leggyakrabban október–novemberben).
A nőstények szülés idején a sekély parti vizekben, vagy kisebb védett öblökben lévő keltetőhelyekre húzódnak. Itt az utódok elegendő táplálékot találnak, míg védve vannak az akár saját fajukba tartozó nagyobb ragadozóktól.
A legtöbb forrás 12 hónapos vemhességet feltételez, bár vannak, akik azt akár 15-21 hónapra is teszik. A nőstény kétévente párzik, utódai száma egyszerre 7–24 között van, átlagosan 15-16. A megfigyelések szerint a kaliforniai vizek cápái kevesebb utódot hoznak a világra, mint a világ többi részén. Az újszülött bronzcápák hossza 55–67 cm között mozog. A bronzcápa az egyik leglassabban növő szirticápa-faj: Dél-Afrikában a hímek 13–19 évesen, 2–2,4 méteresen érik el a felnőttkort, míg a nőstények esetében ez 19–20 év és 2,3–2,5 méter. Az ausztráliai bronzcápa-nőstények 2,5 méteresen, míg Argentínában 2,2 méteresen érik el az ivarérettséget. Élettartamuk a hímek esetében legalább 30 év, a nőstényeknél pedig 25 év.

## Jelentősége

### Cápatámadások

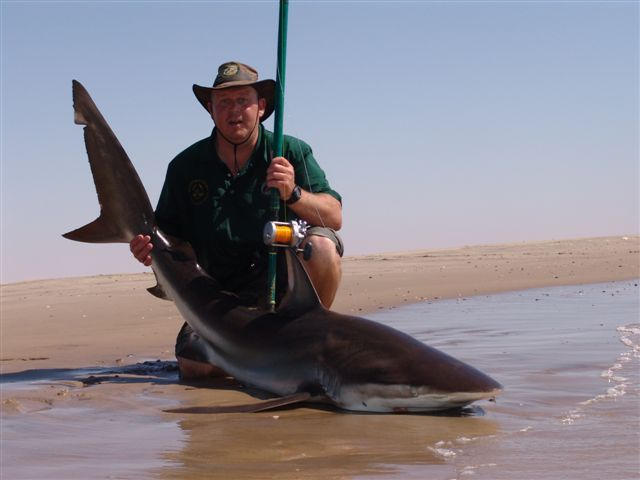
Kifogott bronzcápa

A bronzcápák ritkán támadnak emberre, bár a provokálatlan támadások listáján a hatodik helyet foglalják el. A Floridai Egyetem 2013-ban 20 támadást írt a faj számlájára (összehasonlításképpen, az első helyen lévő nagy fehércápák 279-szer támadtak embereket). Bár nagy és erőteljes alkatú cápaféle, az úszókkal és búvárokkal szemben csak élelem közelében viselkedik agresszívan. Előfordult, hogy szigonnyal halászó búvárokra támadtak, hogy elorozzák zsákmányukat. Ausztrália és Új-Zéland vizein ez a faj eléggé gyakori és több alkalommal is megharaptak fürdőzőket.
Halállal végződött többek között 2014-ben az ausztráliai Új-Dél-Walesben és 1976-ban Új-Zélandon fürdőzőket ért bronzcápa-támadás. Új-Zélandon a cápatámadások 30%-át a bronzcápáknak tulajdonítják. 2011-en Nyugat-Ausztráliában is történt egy halálos támadás, amit a tanúk bronzcápának tulajdonítottak, azonban a faj azonosítása sok esetben nem egyértelmű az egyéb nagytestű cápafajokhoz való hasonlatossága miatt.

### Halászata
Új-Zélandon, Ausztráliában (bár itt a zsákmány nagy része sötétcápa), Dél-Afrikában, Brazíliában, Uruguayban, Argentínában, Mexikóban és Kínában célzottan is halásznak erre a fajra; elterjedési területén gyakran beleakad a más fajoknak szánt hálókba és horgokba. Húsát fogyasztják. Új-Zélandon a bronzcápa a leggyakoribb, sporthorgászok által kifogott szirticápaféle és létezik egy jelölőprogram, aminek során a kifogott nőstény cápákat megjelölik, majd visszaengedik a tengerbe (ilyen programot Namíbiában is kezdeményeztek).

### Védelme
A Természetvédelmi Világszövetség a bronzcápát mérsékelten fenyegetett kategóriába helyezte. Bár teljes létszáma nem ismert, lassú fejlődése és alacsony reprodukciós rátája miatt potenciálisan érzékeny a túlhalászásra. Az ausztrál, új-zélandi és dél-afrikai régiókban a faj nem fenyegetett státuszt kapott, bár Új-Zélandon a kifogott mennyiség az 1995-96-os 40 tonnáról 2002-ben 20 tonnára esett vissza; nem bizonyított hogy ez a változás valóban a populáció létszámcsökkenésének függvénye.
A Csendes-óceán keleti felén a bronzcápák ritkák és a halászati információk bizonytalanok, ezért itt a faj státusza adathiányos. A kelet-ázsiai populációja sebezhető kategóriába került a cápák létszámának általános drasztikus visszaesése miatt. Annyira kevés a nagy cápa, hogy célzott halászatuk az 1970-es évek óta nem kifizetődő és a ma kifogott példányok többsége kis méretű fiatal. A fajt part menti keltetőhelyeinek pusztulása és vízszennyezése is fenyegeti, valamint sok példány beleakad a strandokat védő cápahálókba és elpusztul és az ausztrál haltenyésztők is irtják a cápákat.

## Fordítás
Ez a szócikk részben vagy egészben  a   Copper shark című angol Wikipédia-szócikk ezen változatának fordításán alapul.  Az eredeti cikk szerkesztőit annak laptörténete sorolja fel. Ez a jelzés csupán a megfogalmazás eredetét és a szerzői jogokat jelzi, nem szolgál a cikkben szereplő információk forrásmegjelöléseként.

### A faj tudományos leírásával foglalkozó internetes ismeretforrások
- A faj szerepel a Természetvédelmi Világszövetség Vörös Listáján. IUCN. (Hozzáférés: 2015. december 9.)
- A faj adatlapja a FishBase oldalán. FishBase. (Hozzáférés: 2015. december 9.)
- A taxon adatlapja az ITIS adatbázisában. Integrated Taxonomic Information System. (Hozzáférés: 2015. december 9.)
- Carcharhinus brachyurus (Günther, 1870) (angol nyelven). WoRMS World Register of Marine Species. (Hozzáférés: 2015. december 9.)
- Bronze Carcharhinus brachyurus (Günther, 1870) (angol nyelven). BioLiB.cz. (Hozzáférés: 2015. december 9.)
- Carcharhinus brachyurus (Günther, 1870) (cseh nyelven). AQUATAB. (Hozzáférés: 2015. január 9.)
- Bronze whaler (Carcharhinus brachyurus) (angol nyelven). ARKIVE. [2016. március 4-i dátummal az eredetiből archiválva]. (Hozzáférés: 2015. december 9.)
- Carcharhinus brachyurus Bronze (angol nyelven). Animal Diversity Web ADW. (Hozzáférés: 2015. december 9.)
- Carcharhinus brachyurus Bronze Whaler (angol nyelven). Encyclopedia of Life. (Hozzáférés: 2015. december 9.)
- Carcharhinus brachyurus (GÜNTHER, 1870) (angol nyelven). shark-references.com. (Hozzáférés: 2015. december 9.)